# Tytroca fasciolata
Tytroca fasciolata är en fjärilsart som beskrevs av W. Warren 1905. Tytroca fasciolata ingår i släktet Tytroca och familjen nattflyn. Inga underarter finns listade i Catalogue of Life.